# Municipio de Garland (condado de Arkansas)
El municipio de Garland (en inglés: Garland Township) es un municipio ubicado en el condado de Arkansas en el estado estadounidense de Arkansas. En el año 2010 tenía una población de 134 habitantes y una densidad poblacional de 0,91 personas por km².

## Geografía
El municipio de Garland se encuentra ubicado en las coordenadas 34°19′34″N 91°30′39″O / 34.32611, -91.51083. Según la Oficina del Censo de los Estados Unidos, el municipio tiene una superficie total de 147.82 km², de la cual 141,25 km² corresponden a tierra firme y (4,44 %) 6,57 km² es agua.

## Demografía
Según el censo de 2010, había 134 personas residiendo en el municipio de Garland. La densidad de población era de 0,91 hab./km². De los 134 habitantes, el municipio de Garland estaba compuesto por el 94,03 % blancos, el 2,99 % eran afroamericanos y el 2,99 % eran de una mezcla de razas. Del total de la población el 1,49 % eran hispanos o latinos de cualquier raza.